# 256
| [ Edytuj tabelę ] |                                       |
| Władca Korei      | - 248 Chungch’ŏn 270                  |
| Papież            | - 251 Nowacjan 258 - 254 Stefan I 257 |
| Król Persji       | - 241 Szapur I 272                    |
| Cesarz Rzymu      | - 253 Walerian I 260 - 253 Galien 268 |

Rok 256 / CCLVI
stulecia: II wiek ~
III wiek ~
IV wiek

lata: 246 «
251 «
252 «
253 «
254 «
255 «
256
» 257
» 258
» 259
» 260
» 261
» 266

## Wydarzenia
- 28 lutego – spisano dokument znany jako Papirus Oxyrhynchus 3035.
- Najazd Gotów na Dację.
- Rzymsko-syryjskie miasto Dura Europos opustoszało wskutek perskiego najazdu.
- Synody w Kartaginie obradowały w sprawie ważności chrztu heretyków.

## Urodzili się
- Ariusz, teolog i twórca arianizmu (zm. 336).